# Méditer, jour après jour
Méditer, jour après jour est un livre de Christophe André et paru en 2011 aux Éditions de L'iconoclaste. L'ouvrage est composé d'un CD d'exercices initiatiques de 5 leçons, lues par    
l'auteur. Cette œuvre se veut comme une initiation à la méditation de pleine conscience avec 25 leçons illustrée par des peintures pour aborder l'essentiel de la pratique.   
Il existe également une édition voyage « Je médite jour après jour » et une édition « Anniversaire des 10 ans » avec une affiche dépliable illustrant Le voyageur contemplant une mer de nuage de Caspar David Friedrich.
Le livre est traduit en 11 langues dont l'anglais, l'espagnol, le catalan, l'italien, le russe et le chinois. 

## Thèmes abordés
Le livre se divise en 4 grands axes : « Prendre conscience », « Vivre avec les yeux grand ouverts », « Traverser les tempêtes » et « Ouvertures et éveils ». À l'intérieur de ces grands axes il y a des leçons variées allant de « Vivre l'instant présent » ou « Lâcher prise » à « Expérimenter l'extension et la dissolution de soi ». Pour chaque leçon, l'auteur croise et commente, à l'aune de la doctrine de la pleine conscience (ou « Mindfulness » en anglais), une peinture lui servant d'appui à son propos. À la fin de chaque leçon l'auteur résume de façon synthétique l'essentiel à retenir. L’œuvre est aussi parcourue de célèbres adages et citations littéraires, philosophiques et bouddhistes.   

## Réception critique, popularité et conséquences
Le livre compte en 2022 plus de 500 000 lecteurs selon son éditeur.
Pour Télérama, c'est un livre qui mêle le plaisir de la littérature et la rigueur de la pratique méditative.
Le livre fut et est encore un plébiscite critique par ses lecteurs, si l'en on croit les diverses notes attribuées sur les sites de critiques et de marchands.
C'est fort de ce succès que cette œuvre est devenue le fer de lance du « business de la méditation », jusqu'à être considéré par son éditeur comme « le plus gros succès mondial sur le sujet ». Toutefois, l'auteur déclare dans un article de Vanity Fair que cette célébrité héritée de son œuvre et suscitant une idéalisation de sa personne, est devenue quelque chose d' « oppressant » pour lui. 